# 長崎高等商業学校
長崎高等商業学校（ながさきこうとうしょうぎょうがっこう）は、1905年（明治38年）3月に設立された旧制専門学校であり、略称は「長崎高商」（-こうしょう）である。
この項目では、改称後の「長崎経済専門学校」（-けいざいせんもんがっこう）についても扱う。

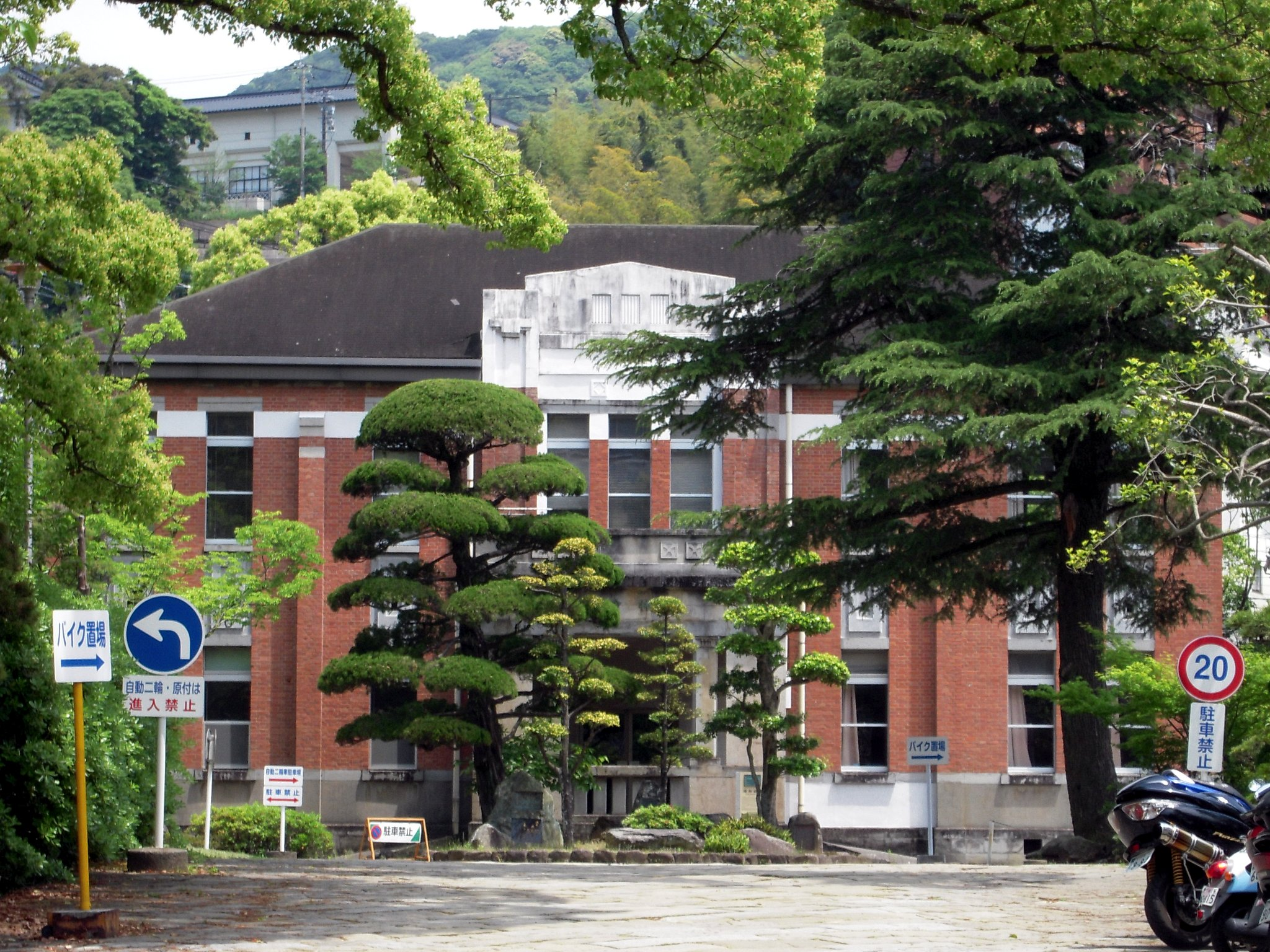
旧・長崎高等商業学校研究館（現・長崎大学瓊林会館）

| 長崎高等商業学校 （長崎高商） | 長崎高等商業学校 （長崎高商） |
| ----------------------------- | ----------------------------- |
| 創立                          | 1905年                        |
| 所在地                        | 長崎県上長崎村 （現長崎市）   |
| 初代校長                      | 隈本有尚                      |
| 廃止                          | 1951年                        |
| 後身校                        | 長崎大学                      |
| 同窓会                        | 瓊林会                        |

## 概要
- 全国4番目（法的設置順）の官立高等商業学校として発足した。本科の他、海外貿易科・貿易別科・特設予科を設置した。
- 長崎県下では長崎医学専門学校（現在の長崎大学医学部）に次いで2番目に設立された官立高等教育機関である。
- 同年設立の山口高商と並び、「アジアで活躍する人材」の育成を標榜した。
- 入学者は商業学校出身者よりも旧制中学校出身者を主体としたが、教育においては実務中心の方針がとられ、卒業者の大半は銀行・会社・商店に就職した。
- 第二次世界大戦中に長崎経済専門学校（長崎経専）と改称し、長崎工業経営専門学校を併設した。
- 現在の長崎大学経済学部の前身校である。
- 卒業生により同窓会「瓊林会」（けいりんかい）が組織され、同会は長崎大経済学部の同窓会として継承されている。
- 新制高等学校である長崎市立長崎商業高等学校やその前身の（旧制）長崎商業学校とは名称が類似しているが別機関である。

## 沿革

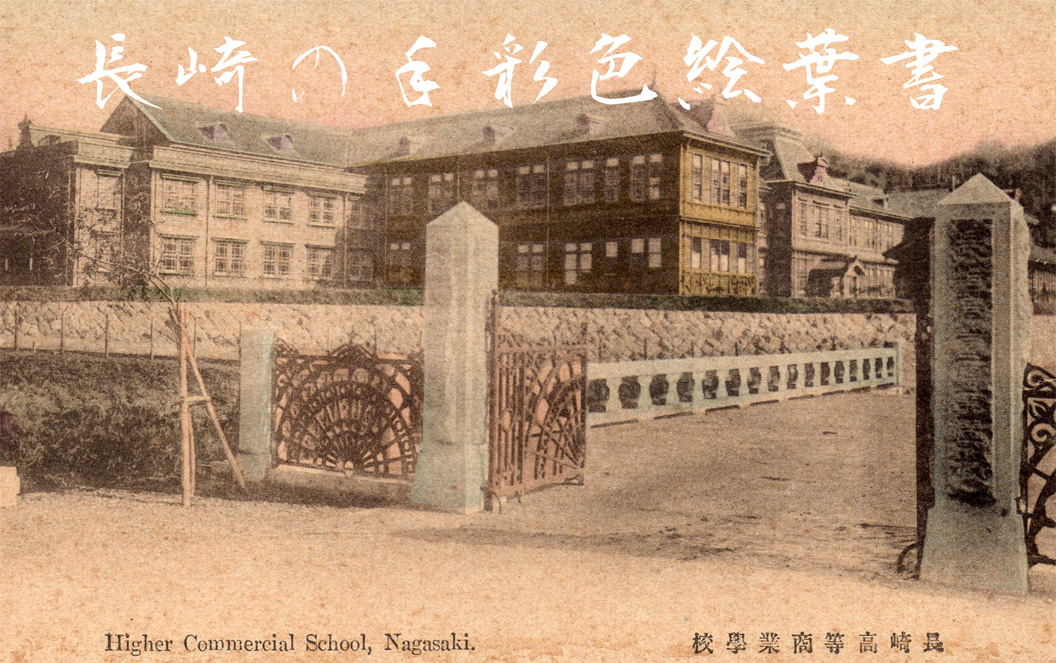
明治期の長崎高等商業学校 / 手彩色絵葉書。手前の橋が現存する「拱橋」である。

### 設立の経緯
長崎高等商業学校は、1905年（明治37年）3月、勅令第96号により東京の第一高等商業学校（東京高商）、神戸の第二高等商業学校（神戸高商）に次ぐ、全国で3番目の官立高等商業学校として官制公布され、設立された（なお、設置自体は山口高商に次ぐ4番目であるにもかかわらず「官立第三高商」を自称している経緯については後出「「第三高商」としての長崎高商」を参照のこと）。本校の設立には、地元の長崎県による高等教育機関設置運動があり、同県は1901年、官立長崎医学専門学校（現在の長崎大学医学部）の誘致に成功した後、1903年には九州帝国大学の誘致を福岡・熊本両県と争って敗れたため、官立高等商業学校の誘致に目標を切りかえ、福岡・熊本・佐賀の3県と争った結果、長崎での設置が決定したものである。初代校長には東京大学理学部出身の隈本有尚が就任し、同年9月の開校後、1905年1月までに校舎などが完成して1907年7月には開校式が挙行され、1908年7月には第1回卒業式を行った。

### 教育・研究の拡充
長崎高商は、先行の東京高商にならい商業学校出身者よりも中学出身者からの入学者を中心としたが、教育に関しては神戸高商と同様、実務の習得を中心とする方針が取られた。特に商品知識を学ぶための商品学が重視され、工業製品・商品を陳列する「商品館」が設置された。この結果、本校の卒業者は半数近くが銀行・会社・商店員の職に就いた。
また本校は設立時より「清・韓・南洋方面に雄飛活躍すべき人材」の育成を標榜しており、開校当初は第二外国語として「清・韓・独」の3言語の選択が指定され、1907年度より清・韓方面への修学旅行を開始した。第一次世界大戦開始にともなう日本の東南アジアへの経済進出拡大により、各官立高商で、貿易実務者の養成課程が設置されるようになると、1917年（大正6年）5月には長崎高商でも「海外貿易科」が設置され、高商卒業生を対象として国際貿易・国際商業業務に従事する人材の育成がすすめられ、1923年以降、本科でも東南アジアでの活動を念頭に第二外国語としてオランダ語・スペイン語・マレー語の3言語が追加された。1923年1月には中国からの留学生を対象に5ヶ月間の準備教育科が設置され、同科はその後の改編を経て、最終的には修業年限1年の「特設予科」となった。さらに1929年（昭和4年）3月には中等学校卒業者を対象とする修業年限1年の「貿易別科」が設置され、「支那・南洋貿易」業務が速成学習を目的とした。
以上のような教育課程の充実と並行して、研究活動も活発化した。1919年11月に竣工した「研究館」は、先述の海外貿易科の研究拠点とされ、1921年4月より年報『商業と経済』を刊行した。

### 戦時下の改編
1941年12月、太平洋戦争が開始されると、学徒出陣に向け修業年限が2年9ヶ月に短縮され、卒業式は繰り上げて実施された。さらに、戦時体制のもとで高商は軍部から不要不急の教育機関とみなされるようになり、1944年4月には国内の官立高商のうち3校が工業専門学校に転換され、残りも経済専門学校と改称された。長崎高商は工専への転換は免れたが工業経営専門学校を併設することとなり、長崎経済専門学校と改称し卒業までの高商生の受け入れ機関として扱われることとなった。また戦時色が強まるなか研究館も1942年9月には「大東亜経済研究所」と改称された。
しかし戦局の悪化とともに1944年5月以降、学徒動員が開始され、生徒たちが三菱兵器製作所、三菱造船所、川南造船所などに交替して出勤するようになると、経専・工経専での教育は次第に形骸化していった。戦争末期の1945年8月9日の原爆投下に際しては、経専の校地は爆心地から離れていたため学校自体の被害は僅少で、壊滅状態となった長崎医大の臨時本部が設置されることとなったが、動員先での被爆により27名の犠牲者を出した（後出）。

### 新制移行
戦争終結にともなって学徒動員が解除、1946年4月には工業経営専門学校が廃止され、大東亜経済研究所が産業経営研究所と改称されるなど、戦時体制からの離脱が急速に進行した。また工経専の設置によって休止となっていた貿易別科も1947年に再開された。そして戦後、官立高商（経専）のなかでは歴史が古く、名門意識も強かった長崎経専は、学制改革のなかで単独での大学昇格をめざしたが実現しなかったため、同じく長崎県下の長崎医大・（旧制）長崎高校・長崎師範・長崎青師の4校とともに新制の国立総合大学に統合されることとなった。そして1949年5月、国立学校設置法に基づき新制長崎大学が発足すると、その経済学部の構成母体となるとともに、同校に包括され長崎大学長崎経済専門学校と改称された。そして1951年3月、最後の卒業式が挙行され長崎経専は廃止となった。
新制移行後の長崎大経済学部は、長崎医大を継承し新制長崎大で学長を輩出した医学部への対抗意識が強く、そのことが本部と独立した位置にある片淵（西山）校地への愛着につながり、キャンパスの移転に対して強い抵抗を示した（後出）ことから、現在に至るまで校地の統合は実現していない。
高商・経専の「海外貿易科」は新制移行後、1968年に設置された経済学部貿易学科の基礎となり、長崎高商「研究館」を継承した産業経営研究所は、1962年設置の長崎大学経済学部東南アジア研究所に継承され、現在に至っている。また戦時期の1944年6月、『商業と経済』から『経営と経済』に改題された長崎経専（工経専）の研究年報は、新制移行後は長崎大学経済学部の紀要誌として継承され、現在は同学部経済学会を発行主体として刊行が継続している。

### 年表
長崎高商時代
- 1905年（明治38年）
  - 3月28日 ：勅令第96号により長崎高等商業学校を設立。本科を設置し、修業年限を3年とする。
  - 9月1日 : 113名に入学を許可し、翌日9月2日から授業を開始。
- 1907年（明治40年）
  - 4月25日 : 開校式を挙行[13]。
  - 6月：清・韓方面への修学旅行を開始。
- 1908年（明治41年）7月23日 : 第1回卒業式を挙行。卒業生77名。
- 1917年（大正6年）5月 ： 文部省令第6号により海外貿易科を設置。
- 1919年（大正8年）11月 ： 研究館（現・瓊林会館）を新築（冒頭画像参照）[14]。
- 1920年（大正9年）6月 ： 社会人を対象に夜学講習を開始（-1947年（昭和22年）10月）。
- 1921年（大正10年）4月 ： 研究館の年報『商業と経済』を刊行。
- 1923年（大正12年）1月 ： 中国からの留学生を対象に5ヶ月間の準備教育科を設置。
- 1925年（大正14年） ： 準備教育科の修業年限を1年に延長。
- 1926年（大正15年）3月 ： 準備教育科を特設予科と改称。修業年限1年6ヶ月に延長。
- 1929年（昭和4年）3月 ： 文部省令第23号により貿易別科を設置（修業年限1年）。
- 1934年（昭和9年） ： 特設予科の修業年限を1年に短縮。
- 1941年（昭和16年）12月 ： 太平洋戦争勃発にともない修業年限を2年9ヶ月に短縮し、卒業式を繰り上げ実施。
- 1942年（昭和17年）9月 ： 研究館を大東亜経済研究所と改称。

長崎経専時代
- 1944年（昭和19年）
  - 3月29日 ： 勅令第165号により、長崎経済専門学校（略称 長崎経専（-けいせん））に改称。長崎工業経営専門学校を併設。貿易別科を休止。
  - 5月 : 学徒動員が開始。三菱兵器製作所・三菱造船所・川南造船所などに交替して出勤した。
- 1945年（昭和20年）8月9日 ： 原爆投下。教員・生徒あわせて27名が犠牲となる。
- 1946年（昭和21年）
  - 4月 ： 併置されていた工業経営専門学校を廃止。大東亜経済研究所を産業経営研究所と改称。
  - 8月 ： 本科に経営科を設置。
  - 11月 ： 創立40周年記念式典を挙行。武藤長蔵教授の遺品から資料・書籍の寄贈を受け「武藤文庫」を設置。
- 1947年（昭和22年） ： 貿易別科を再開。
- 1949年（昭和24年）5月 ： 国立学校設置法により長崎大学に包括、長崎大学長崎経済専門学校となる。同時に新制長崎大学 経済学部が発足。
- 1951年（昭和26年）3月 ： 経専は最後の卒業式が行われ、法律第84号により廃止。

## 歴代校長
長崎高等商業学校校長
- 初代：隈本有尚（1905年4月25日-1908年10月休職）
  - 校長事務取扱：瀬戸虎記（1908年10月-1909年1月）
- 第2代：柴崎雪次郎（1909年1月16日-1913年12月退官）
  - 校長事務取扱：山内正瞭（1913年12月3日 - ）
- 第3代：山内正瞭（1913年12月-1920年5月休職）
- 第4代：田尻常雄（1920年5月-1923年12月退官）
  - 横浜高商創立準備委員長に転じる（のち同校初代校長）。
- 第5代：木村重治（1923年12月-1930年3月退官）
- 第6代：只見徹（1930年3月-1941年3月退官）
  - 高岡高商校長より転じる。
- 第7代：高田休廣（1941年3月-1942年1月死去）
- 第8代：岩松五良（1942年1月-1942年7月転官）
- 第9代：田中保平（1942年7月-1944年3月）

長崎経済専門学校校長
- 初代：田中保平（1944年3月-1945年11月退官）
- 第2代：大畑文七（1945年11月24日[15]-1949年6月転官）
  - 滋賀大学長に転じる。
  - 校長事務取扱：伊東勇太郎（1949年6月-8月）。長崎大学初代経済学部長を兼任。
- 第3代：伊東勇太郎（1949年8月-1951年3月）3

## 校地とその継承
設立時の校地は長崎県西彼杵郡上長崎村字片渕郷（現在の長崎市片淵町）。1903年（明治36年）の官制公布後、この地に1万2,912坪の敷地が求められ、工費36万8,800円で同年4月に着工、1905年（明治38年）1月に校舎が完成した。
その後片淵校舎の所在する上長崎村は、1920年10月に長崎市に編入され住居表示が変更されたが、第二次世界大戦後の学制改革を経て長崎大学経済学部キャンパス（片淵キャンパス）として継承された。新制移行後の1964年、長崎大の本部キャンパス（文教キャンパス）に所在していた工学部との校地交換が画策された際、経済学部は一致してこの計画に反対したため校地移転は実現せず、現在に至るまで経済学部キャンパスとして利用されている。
高商・経専時代の施設のなかにはいくつか現存・現役使用されているものがあり、高商の「研究館」（1919年造）は、現在は同窓会事務所「瓊林会館」として内部の調度も含め旧観を保っている。また高商正門と校舎の間に流れる西山川（中島川の支流）に架けられた「拱橋」（こまねきばし / 1903年造）が現役で使用されており、高商時代の煉瓦造り倉庫（1907年造）も現存する。また旧制時代の「表門衛所」もグラバー園に移築され現存している（ギャラリー参照）。

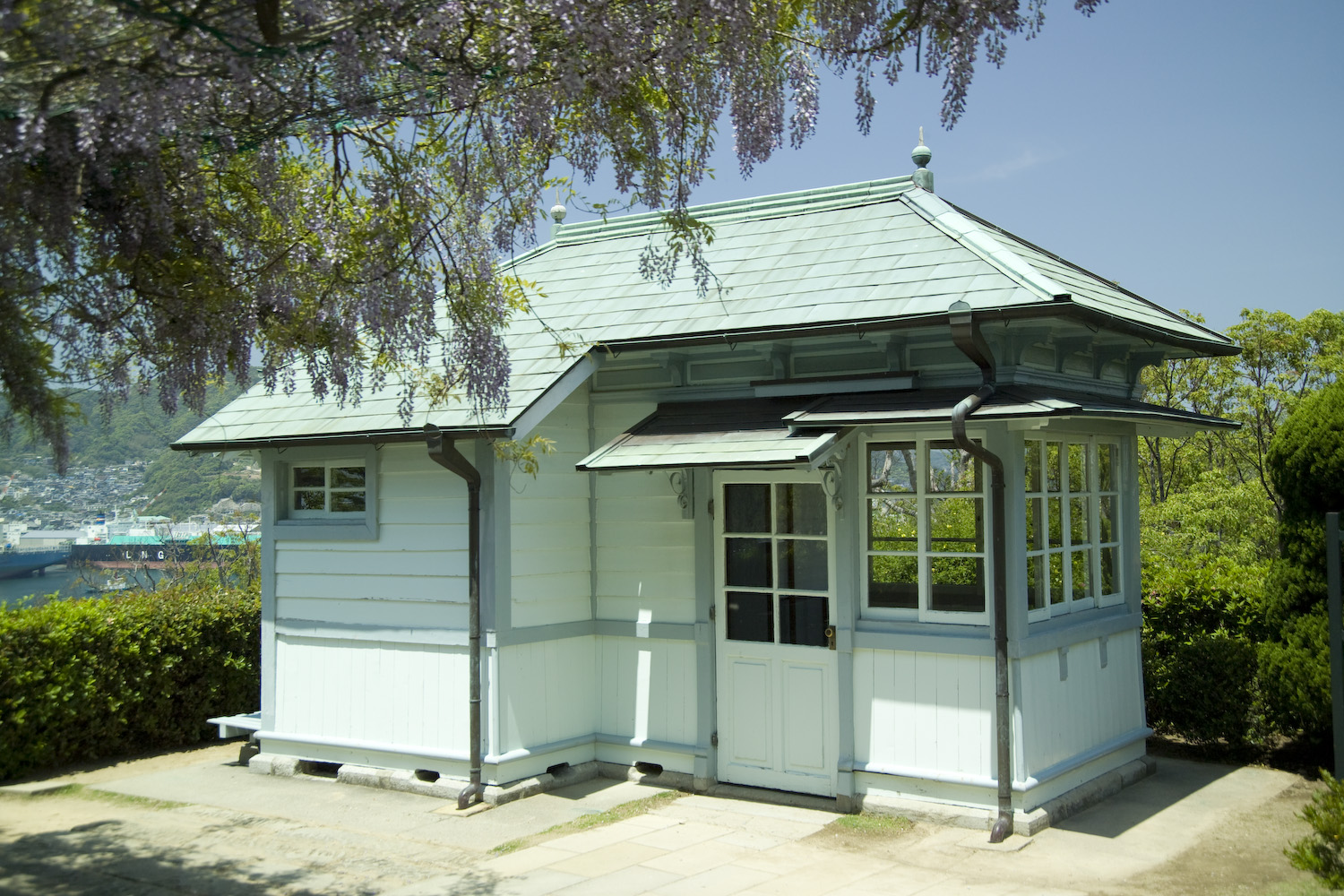
旧長崎高商表門衛所
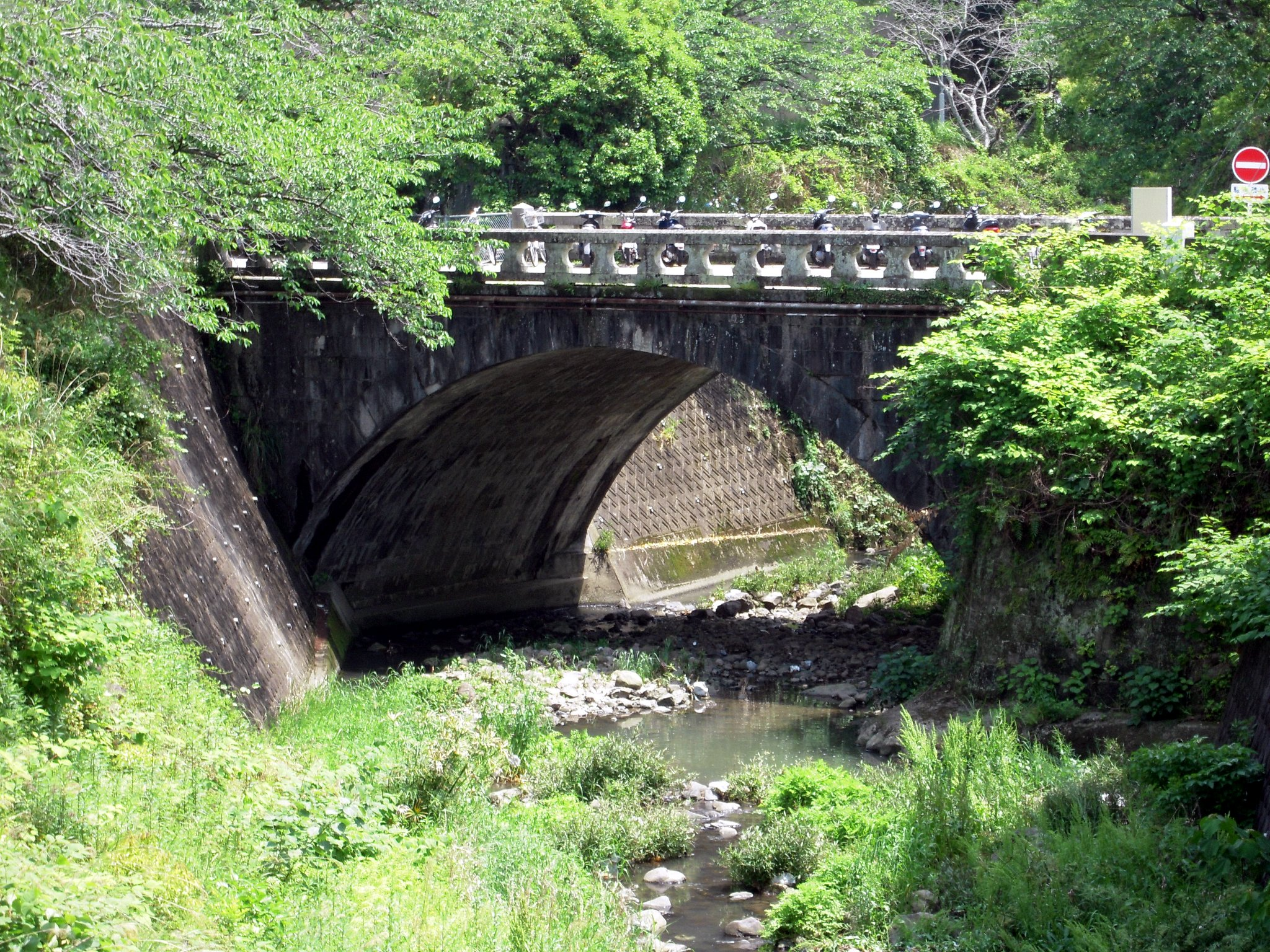
拱橋（こまねきばし）
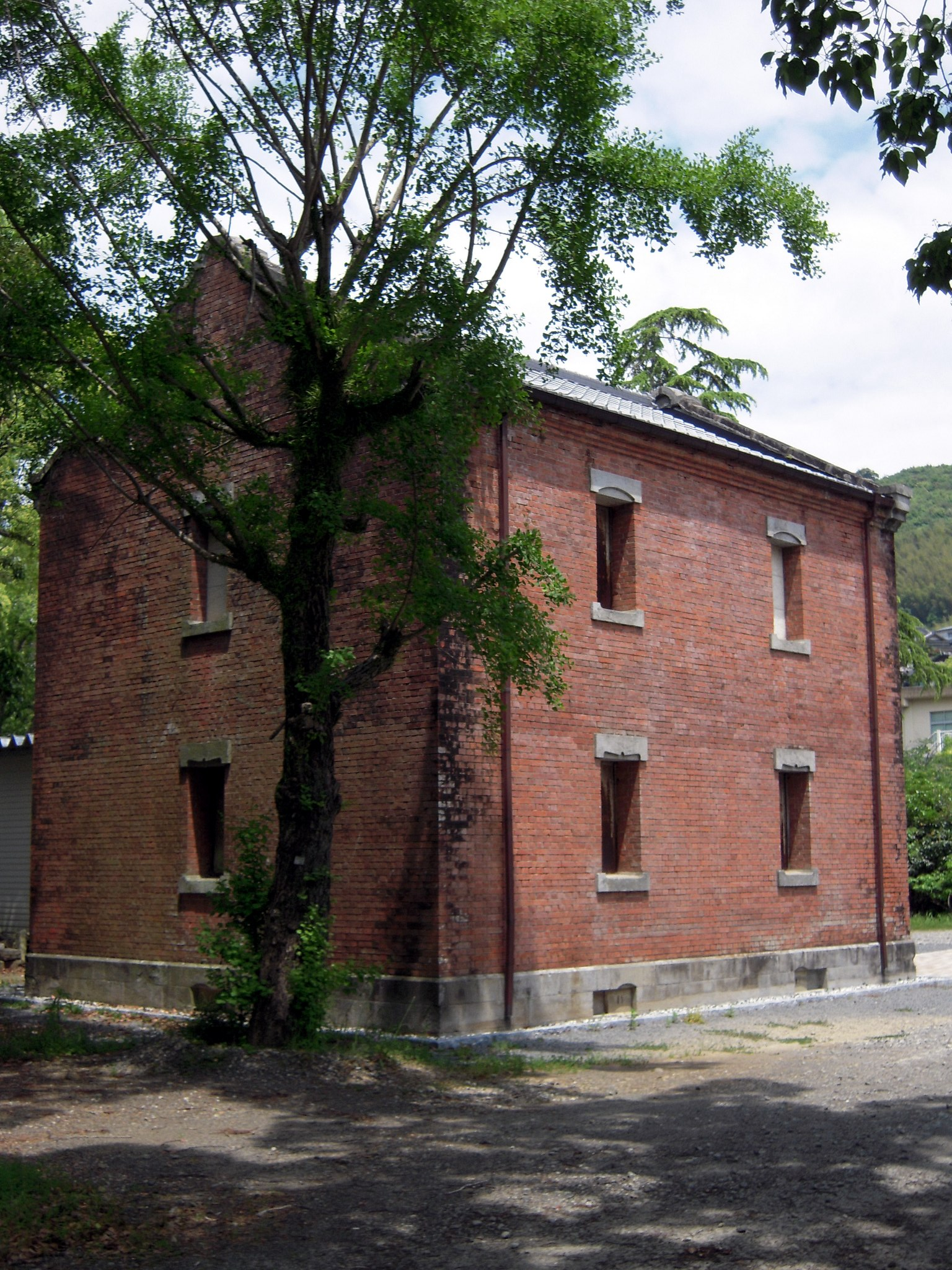
高商時代の倉庫

## 原爆による被害
1945年8月9日の原爆被災時、長崎経専の片淵校舎は爆心地から3km程度離れており、また金比羅山に遮られる位置にあった。そのため校舎は中破程度の損壊に止まり、被爆者の救護所に充てられた。9月以降は爆心地近くで壊滅的打撃を受けた長崎医科大学（長崎大学医学部の前身）の臨時本部がここに移転された。
しかし三菱兵器製作所大橋工場（爆心地から1.5km程度で現在の長崎大学文教キャンパス。ただし経専生の動員先は0.5km程度の城山国民学校内の事務所）などに教職員･学生が勤労動員されていたため、これを中心として多くの死傷者が出た（引率教官1名・学生26名が死亡）。

## 著名な出身者・教員

### 出身者
政治・行政
- 吉田敬太郎 - 元衆議院議員。元若松市長。高商卒。
- 小見山七十五郎 - 元衆議院議員。高商卒。
- 柳田桃太郎 - 元自由民主党参議院議員。元門司市長。高商卒。
- 辻一三 - 元佐世保市長。高商卒。
- 岸田正記 - 元衆議院議員。外務大臣岸田文雄の祖父。
- 朴璟遠 - 元大韓民国内務部長官。元慶尚北道知事。高商卒。
- 大橋博 - 元長崎市長。高商卒。
- 椋本伊三郎 - 元駐ウルグアイ大使。高商卒。東京商大に進学。

経済
- 石田健：三井化学工業社長（1950～56年）。高商卒。
- 伊藤清敏：住友海上火災保険社長（1974～79年）。高商卒。
- 内多蔵人：サッポロビール社長（1971～73年）。高商卒。東京商大に進学。
- 篠原康次郎：広島総合銀行頭取。高商卒。東京商大に進学。
- 三宮吾郎：いすゞ自動車社長（1946年-1961年）。高商卒。
- 松原與三松：日立造船社長（1950年-1962年）・会長。日本造船工業会会長。日中経済貿易センター会長。高商卒。
- 三間安市：日本鉱業社長（1957年-1969年）・会長。日本鉱業協会会長。共同石油会長。高商卒。東京商大に進学。
- 永田敬生：日立造船社長（1962年-1979年）・会長。日本経営協会会長。高商卒。
- 早瀬鎮雄：日興証券社長（1973～75年）。高商卒。
- 若杉末雪：三井物産社長（1969年-1973年）。高商卒。
- 山田勝次：東陶機器社長・会長。高商卒。
- 八杉角五郎:八杉商店社長　高商卒。福山商工会議所副会頭
- 與賀田辰雄:東京書籍社長（1967～73年）。高商卒。元教科書協会会長。
- 岡田幸三郎：実業家。日本砂糖工業社長。高商卒。小説家遠藤周作の妻順子の父、フジテレビ社長遠藤龍之介の祖父。
- 田崎俊作：田崎真珠創業者・社長。1950年経専卒。
- 土井定包：大和証券社長(1980年-1989年)・会長。日本証券業協会会長。1948年経専卒。
- 宮田又三郎：西日本鉄道社長。

研究者・学者
- 原仙作：英語教師・英文学者。元代々木ゼミナール講師。『英文標準問題精講』の著者。1931年高商卒。
- 山東茂一郎：甲南大学名誉教授、元和歌山大学教授。 高商卒。京都帝国大学に進学。日本商業学会賞（第10回、第20回）を受賞。
- 木村栄一 - 一橋大学名誉教授。経専卒。
- 真実一男 - 大阪市立大学名誉教授。高商卒。

宗教
- 手島郁郎：宗教家。キリストの幕屋創始者。1931年高商卒。

文化
- 島尾敏雄 - 作家。代表作『死の棘』。高商卒（33回）。
- 森澄雄 - 俳人。代表作『鯉素』。高商卒。
- 安藤寛 - 歌人。高商卒。
- 福田廣宣 - 歌人。高商卒。

### 教員
- 武藤長蔵：東京高商・東京商大卒。1907年〜1936年高商教授。長崎大学経済学部所蔵「武藤文庫」で有名。
- 田崎慎治：東京高商卒。1906年〜1908年高商教授。神戸商業大学（現神戸大学）初代学長。
- 児玉元平: 神戸商大卒。経済原論担当教官。長崎大学名誉教授。経済学博士（神戸大学）。

## 校史トピックス

### 「第三高商」としての長崎高商
長崎高商は公式の校史などではしばしば「（官立）第三高商」とされているがそれは以下のような事情に基づくものである。すなわち、山口高商は明治38年（1905年）2月24日勅令第40号に基づき山口高等学校（旧山高）から転換された一方、長崎高商は同年3月28日勅令第96号により開設され同年9月に授業を開始した。このため法的設置順、開校順とも山口が長崎に先行していたが、同勅令第96号（改正文部省直轄諸学校官制）中の記載順序が、山口高商が高等学校からの改称であったため第七高等学校造士館の次位のままとなっていたのに対し、長崎高商は新設であったことから東京高商・神戸高商の次位とされていた（山口高商も参照のこと）。
なお、官制上の記載順序は、3年後の明治41年勅令第86号「『長崎高等商業學校』ノ次ニ『山口高等商業學校』ヲ加ヘ『第七高等學校造士館』ノ次『山口高等商業學校』ヲ削リ『第八高等學校』ヲ加フ：他略」によって見直された。この勅令改正の理由書には、「本案中山口高等商業學校の順序を變(変)更せんとするは本校は元山口高等學校の改稱なるが故に其位置從來の儘なるも東京、神戸、長崎の各高等商業學校は一所に列記しあり獨り山口高等商業學校のみ第七高等學校造士館の次位にあるか為め他の高等商業學校と組織及程度等全く別種のものとの誤解を來すの恐あり随て生從募輯(集)上及卆業生就職等に不便尠からさるに依る」と記されている。

## 参考・関連文献
単行書
- 長崎高等商業学校(編) 『長崎高等商業学校三十年史』 1935年
- 瓊林会(編) 『暁星淡く瞬きて；長崎高等商業学校・長崎大学経済学部 七拾年史』 1975年
- 週刊朝日(編) 『青春風土記；旧制高校物語』第1巻、朝日新聞社、1978年
  - 永井萌二「長崎高等商業学校」を収録。
- 刊行委員会編集室(編) 『長崎大学三十五年史』 長崎大学、1984年
- 長崎の原爆遺跡を記録する会 『原爆遺構 長崎の記憶』 海鳥社、1993年 ISBN 4874150543
- 『市制百年 長崎年表』長崎市役所、 1989年
- 橘木俊詔 『三商大 東京・大阪・神戸：日本のビジネス教育の源流』 岩波書店、2012年 ISBN 9784000230438

論文
- 松本睦樹, 大石恵「旧制長崎高等商業学校における教育と成果 : 明治・大正期を中心として」『經營と經濟 : 長崎工業經營専門學校大東亞經濟研究所年報』第85巻第3-4号、2006年2月、235-262頁、ISSN 0286-9101、NAID 120006963602。